# أليكس بيرك
أليكس بيرك (بالإنجليزية: Alex Burke)‏ هو لاعب كرة قدم بريطاني في مركز الوسط، ولد في 11 نوفمبر 1977 في غلاسكو في المملكة المتحدة. شارك مع منتخب اسكتلندا تحت 21 سنة لكرة القدم. أما مع النوادي، فقد لعب مع دونفرملين أثلتيك وكوين أوف ساوث ونادي آير يونايتد ونادي إيست فيف ونادي روس كاونتي ونادي سانت ميرين ونادي فالكيرك ونادي كيلمارنوك وبيرويك راينجرز ونادي كلايدبانك ‏.

## وصلات خارجية
- أليكس بيرك على موقع قاعدة بيانات كرة القدم.إي يو (الإنجليزية)
- أليكس بيرك على موقع Soccerbase.com (لاعب) (الإنجليزية)